# MIT/GNU Scheme
MIT/GNU Scheme est une implémentation Scheme initialement développée au sein du MIT sous l’appellation MIT Scheme, puis intégrée au projet GNU par Hal Abelson.

## Historique

### Massachusetts Institute of Technology
MIT Scheme est à l’origine développé et maintenu par Hal Abelson dans le cadre de ses activités de professeur au sein du « Massachusetts Institute of Technology ». Abelson est également membre du conseil d’administration de la Free Software Foundation et décidera de distribuer son implémentation Scheme selon les termes de la licence GNU GPL afin de l’intégrer au projet GNU.

### Projet GNU
Le projet est aujourd’hui maintenu par Chris Hanson, un ingénieur travaillant chez Google.
Il existe deux autres implémentations GNU du langage de programmation Scheme, GNU Guile et SCM; une décision que regrette Andy Wingo, le mainteneur du projet Guile.

## Edwin
Edwin est un éditeur de texte de la famille Emacs intégré à MIT/GNU Scheme. Il peut être lancé avec la commande:
```
 
scheme
 
--edwin
 
--heap
 
4000
 
--edit

```